# El planeta de los simios (novela)
El planeta de los simios (en francés: La planète des singes) es una novela distópica escrita por Pierre Boulle, publicada por primera vez en francés por la editorial Julliard en 1963. Como su título indica, trata sobre un planeta en el que los simios, y no los humanos, son la raza dominante.
En 1968 fue adaptada al cine en la película El planeta de los simios, de Franklin Schaffner. El impacto de la película generó numerosas secuelas, series de televisión, un remake, un reboot y varias series de cómics cada vez más alejados de la obra original. Por otra parte, el éxito de la franquicia también propició la fama de la novela de Pierre Boulle.

## Argumento
En una época en que los viajes interplanetarios están a la orden del día, una pareja de enamorados cruza el espacio en plena luna de miel. Durante el viaje, encuentran una botella vagando por el espacio, con un pergamino en su interior. En dicho pergamino, el periodista Ulises Mérou narra su historia.
En el año 2500, Mérou acompaña al Profesor Antelle, a su ayudante Levain y al chimpancé Héctor en un viaje espacial hacia la estrella Betelgeuse, situada en el cinturón de Orión. Una vez alcanzada la estrella, deciden explorar uno de sus planetas en órbita, Soror. Allí descubren una civilización compuesta por simios: chimpancés, gorilas y orangutanes. La raza humana, en cambio, vive en estado salvaje, como si de animales se tratara. Tras perder a sus compañeros y ser capturado en una partida de caza, Mérou deberá demostrar a sus captores que no es un animal, sino un ser civilizado. Para ello, será ayudado por la Doctora Zira.

## Personajes
- Jinn: turista espacial y pareja de Phyllis.
- Phyllys: turista espacial y pareja de Jinn.
- Ulises Mérou: joven periodista, tripulante de la expedición a la estrella Betelgeuse y redactor del manuscrito hallado por Jinn y Phyllys.
- Profesor Antelle: organizador y patrocinador de la expedición a la estrella Betelgeuse. La nave en la cual viajan es de su diseño.
- Arturo Levain: joven médico, alumno del profesor Antelle y tercer tripulante de la expedición a la estrella Betelgeuse.
- Héctor: chimpancé terrícola que fue llevado a la expedición a la estrella Betelgeuse.
- Doctora Zira: hembra chimpancé del planeta Soror, la cual estudia el caso de Ulises Mérou y entabla amistad con él.
- Nova: mujer del planeta Soror, a la cual escoge Ulises Mérou como su compañera. Al igual que el resto de su raza en el planeta, no tiene la facultad de hablar.
- Doctor Cornelius: macho chimpancé, científico y pareja de la Doctora Zira. Tiene interés por la Historia Antigua de su planeta y su civilización.
- Doctor Zaius: orangután macho, miembro importante del Ministerio de Ciencias. Se muestra escéptico ante las teorías de Zira y Cornelius. Su importancia en la novela es menor que en la saga de películas.

## Sociedad de los simios
En la novela, hay tres especies de simios inteligentes, que comparten una misma cultura y viven en una sociedad similar a la de los humanos terrícolas de mediados del siglo XX; estas tres especies son los chimpancés, los gorilas y los orangutanes, cada especie tiene rasgos de personalidad característicos y ocupan puestos afines a tales rasgos:
- Los gorilas son la clase dirigente: ocupan cargos políticos, militares, empresariales y posiblemente aristocráticos (se especula que en los albores de la civilización simia usaron la fuerza física para someter a las otras razas), tienen aptitud para liderar y administrar, son arrogantes, impetuosos y poco intelectuales. Según Mérou, "los gorilas a veces escriben libros, pero se preocupan más por el continente que por el contenido».
- Los orangutanes son la clase académica, son doctores, profesores (y probablemente también sacerdotes e incluso artistas); son quienes dirigen y administran las instituciones. Son de mentalidad estrecha, escolásticos y conservadores; según Zira "escriben libros repitiendo lo que otros orangutanes dijeron antes que ellos, y se dan entre sí premios, homenajes y puestos honoríficos en instituciones por ello". Miran con recelo y escepticismo la innovación, y su principal método de enseñanza es guiar a sus alumnos a cometer los mismos errores que sus predecesores cometieron para que aprendan de ellos.
- Los chimpancés son la clase progresista: son científicos, inventores y artistas; salvo algunas excepciones, todas las innovaciones y avances en todos los campos de la sociedad a lo largo de la Historia de su civilización han sido realizados por chimpancés. Son enérgicos, curiosos, tienen la mente más abierta y son dados a experimentar y buscar cosas nuevas.

## Trayectoria editorial
La novela fue publicada en el Reino Unido con el título Monkey Planet (Planeta simio), con traducción de Xan Fielding (1918- 1991).
En los Estados Unidos, la primera edición en tapa dura fue publicada en 1963 por Vanguard Press. 
La novela fue publicada en bielorruso con traducción de Alex Astashonok en 1990.

## Adaptaciones cinematográficas
La novela fue adaptada al cine de manera más o menos fiel en la cinta El planeta de los simios (1968), dirigida por Franklin Schaffner, generando toda una franquicia a su alrededor, con cuatro continuaciones y dos series de televisión. En 2001 se realizó un remake de la película, también titulado El planeta de los simios, dirigida por Tim Burton, que bien se trata de una versión libre de la misma, teniendo muy pocos puntos en común con la novela original. En 2011 se estrenó un reboot de la franquicia titulado El origen del planeta de los simios dirigido por Rupert Wyatt, el cual, siguiendo la dinámica de la anterior entrega, también se aleja tanto de la novela como de la saga iniciada con la versión de 1968.